# Sarcophaga okaliana
Sarcophaga okaliana är en tvåvingeart som först beskrevs av Andy Z. Lehrer 1975.  Sarcophaga okaliana ingår i släktet Sarcophaga och familjen köttflugor.
Artens utbredningsområde är Albanien. Inga underarter finns listade i Catalogue of Life.